# Divers (álbum)
Divers es el cuarto álbum de estudio de la cantante estadounidense Joanna Newsom, publicado el 23 de octubre de 2015 por el sello Drag City.
El álbum fue revelado el 10 de agosto de 2015, junto con su primera canción, "Sapokanikan", que fue lanzada digitalmente como primer sencillo. La portada, el empaque del álbum y el video musical de la canción principal del álbum presentan el trabajo del artista Kim Keever. El video musical fue dirigido por Paul Thomas Anderson con quien Newsom trabajó para la película Inherent Vice.
Hablando sobre el proceso creativo del álbum en una entrevista con Entertainment Weekly, dijo: "Yo... pasé un año o dos en los arreglos instrumentales y las sobregrabaciones. Quería que el carácter y los colores de la instrumentación cambiaran definitivamente, de una canción a otra". lo que supuso una amplia cantera de colaboradores y un largo proceso colaborativo con cada persona." Además, describió el proceso de hacer el álbum como "probablemente lo más divertido que he tenido haciendo un disco". Entertainment Weekly también informó que Newsom "usó un arsenal de casi una docena de teclados y sintetizadores, incluidos clavicordios, melotrones y marxófonos" para el álbum, mientras que los miembros de la Orquesta Filarmónica de la Ciudad de Praga aparecen como músicos en el álbum.

## Lista de canciones
La lista de canciones anunciada oficialmente por Drag City el 10 de agosto de 2015. Todas las canciones son escritas por Joanna Newsom, excepto "Same Old Man".
| N.º | Título                             | Duración |  |
| 1.  | «Anecdotes»                        | 6:27     |  |
| 2.  | «Sapokanikan»                      | 5:11     |  |
| 3.  | «Leaving the City»                 | 3:48     |  |
| 4.  | «Goose Eggs»                       | 5:01     |  |
| 5.  | «Waltz of the 101st Lightborne»    | 5:22     |  |
| 6.  | «The Things I Say»                 | 2:35     |  |
| 7.  | «Divers»                           | 7:07     |  |
| 8.  | «Same Old Man»                     | 2:26     |  |
| 9.  | «You Will Not Take My Heart Alive» | 4:01     |  |
| 10. | «A Pin-Light Bent»                 | 4:26     |  |
| 11. | «Time, as a Symptom»               | 5:28     |  |